# Mohamed Kamanor
Mohamed Kamanor, född 15 oktober 1992 i Freetown, är en sierraleonsk fotbollsspelare (högerback) som från och med år 2015 tillhör FC Kallon.
Kamanor anslöt till Superettan-klubben Umeå FC i mars 2012 och har spelat högerback med tröjnummer 16. Efter 12 spelade matcher under de 15 första omgångarna i Superettan inför sommaruppehållet i juli 2012 provtränade Kamanor i drygt en vecka inklusive matcher i U21-allsvenskan med den allsvenska klubben Djurgårdens IF vars högerback Kebba Ceesay har ett kontrakt som går ut efter hösten 2012.
Den 30 augusti 2012 meddelade Djurgården att klubben övertar det låneavtal Umeå FC har med FC Kallon. Kontraktet sträcker sig över resten av säsongen.

## Klubbar
- Djurgårdens IF (2012)
- Umeå FC (2012)
- FC Kallon
- Slifa (moderklubb)